# Philip Harper
Philip Harper (Baltimore, 10 de mayo de 1965) es un trompetista de jazz estadounidense.
Harper nació en Baltimore, Maryland y creció en Atlanta donde estudió en la Hartt School of Music con Jackie McLean. Se estableció en Nueva York y más tarde trabajó con The Jazz Messengers y la big band de Charles Mingus. También firmó con Verve Records y produjo cuatro álbumes para ellos. Harper tocó de 1988 a 1993 en The Harper Brothers con su hermano Winard. Otros miembros de la banda eran Justin Robinson en el saxo alto, Stephen Scott en el piano y Michael Bowie en el bajo.

## Discografía
Su producción discográfica abarca desde los años 1980 a mediados de los años 1990.
- 1988 Harper Brothers (Verve)
- 1989 Remembrance: Live at the Village Vanguard (Verve)
- 1991 Artistry  (Verve)
- 1992 You Can Hide Inside the Music  (Verve)
- 1993 Soulful Sin (Muse)
- 1994 The Thirteenth Moon (Muse)

Con Cecil Brooks III
- Hangin' with Smooth (Muse, 1990)

Con Etta Jones
- Reverse the Charges (Muse, 1992)

Con Houston Person
- Why Not! (Muse, 1991)
- The Lion and His Pride (Muse, 1991 [1994])